# 曽江谷川
曽江谷川（そえだにがわ）は、香川県さぬき市及び徳島県美馬市を流れる吉野川水系の河川である。

## 地理
香川県さぬき市と徳島県美馬市の県境付近に源を発し、美馬市脇町を南流し吉野川へ合流する。途中、国道193号、国道377号と並行して流れている。
支流には不動の滝（落差約15m）やいい滝（落差約7m）といった滝がかかる。河川には重力式コンクリートダム・夏子ダムが設けられている。
流域には曽江谷川によって形成された拝原東遺跡がある。

## 支流
- 東俣谷川
  - 菅谷川
- 槇川
- 広野川
  - 広野西川
- 東谷川

## 主な橋梁
- 新曽江谷川橋
- 曽江谷川橋 - 徳島県道12号鳴門池田線

## 名所
- 拝原東遺跡
- 不動の滝
- 犬泣き淵 - 東俣谷川

## 流域の主な施設
- 美馬市立江原中学校
- 美馬市立江原北小学校
- 美馬市立清水小学校
- 香川県道・徳島県道105号多和脇線
- 国道193号
- 国道377号

## 流域の自治体
徳島県
美馬市